# Pyrrhiades
Pyrrhiades este un gen de fluturi din familia Hesperiidae. Conține o singură specie, Pyrrhiades lucagus, care este întâlnită în Liberia, Coasta de Fildeș și Ghana. Habitatul constă în păduri de coastă.
Larvele au ca principală sursă de hrană specia Acridocarpus smeathmanni. 